# Каннингем, Эйб
А́брахам Бе́нджамин «Эйб» Ка́ннингем (англ. Abraham Benjamin «Abe» Cunningham; род. 27 июля 1973, Лонг-Бич, Калифорния) — американский музыкант, наиболее известен как барабанщик альтернативной метал группы Deftones.

## Жизнь и карьера
Эйб Каннингем родился в Лонг-Бич, штат Калифорния 27 июля 1973 года. Когда он был молодым, его семья переехала в город Сакраменто. Он впервые начал играть на барабанах в раннем подростковом возрасте, играя на барабанах в группе Phallucy в начале 90-х. В это время он также играл на Deftones на стороне, когда у группы были проблемы с посадкой постоянного и преданного барабанщика. В то время, когда он начал изучать барабаны, он также научился играть на гитаре, но, повзрослев с отчимом Нилом, который играл на барабанах, он увлёкся ударными. Отец Эйба, Сид, также был музыкантом и рано оказал влияние на него до его безвременной кончины. Его влияние включает Стюарта Коупленда, Джинджера Бейкера и Митча Митчелла.
Каннингем известен своими безумными ритмичными играми на барабанах в таких песнях, как «Knife Prty» и умелым использованием темпа («Mein»), в то же время отказываясь потакать тенденции использования двух бас-барабанов, традиционной для метал-музыки. Тем не менее, в составе его установки присутствует двойная педаль для басового барабана, это можно увидеть в различных журналах, посвященных ударным. Рецензент BBC похвалил его стиль за то, что он продемонстрировал «гарантированную выразительность музыканта, чьи способности простираются дальше, чем у большинства металлистов».
Каннингем долгое время поддерживал Tama Drums и Zildjian Cymbals и большую часть своей карьеры играл в одной и той же постановке. Он был показан в различных рекламных объявлениях для Tama и Zildjian и совсем недавно стал эндорсером барабанных палочек Pro-Mark. У него есть своя собственная подписная модель; Abe Cunningham TX916W Модель с автографом. По состоянию на 2016 год он теперь эндорсер барабанных палочек Vater Percussion. NAMM 2017 показал свои новые фирменные джойстики, модель называется Cool Breeze (прозвище Эйба) и имеет те же характеристики, что и предыдущая.
Эйб живет в городе Сакраменто со своей семьей. У Эйба есть два сына от его бывшей жены, Анналинн Сил — Сидни и Даниэль. Анналинн выступила в качестве гостя в песне «MX», где поёт вместе с Чино Морено.

## Оборудование

### Текущий тур комплект (2009 – по настоящее время)
Tama Starclassic Maple Drums & Zildjian Cymbals:
Барабаны – Sky Blue Sparkle Finish:
- 12x9" Tom
- 10x8" Tom
- 16x16" Floor Tom
- 18x16" Floor Tom
- 22x18" Bass Drum
- 14x6" AC146 Signature Brass (main)
- 13x7 TAMA Maple Starclassic Snare

Тарелки – Zildjian
- 15" A Custom Mastersound Hi-Hats
- 19" A Zildjian Heavy Crash
- 8" K Zildjian or A Custom Splash
- 21" K Zildjian Crash/Ride
- 10" A Custom Splash
- 22" A Custom Ping Ride
- 9,5" FX Zil-Bel Large
- 21" K Zildjian Crash/Ride
- 19" K Zildjian China Boy or 20" FX Oriental China Trash

Электроника/другое –
- Roland SPD-SX
- Synthesia Mandala pad
- Synthesia Mandala pad

Барабанные пластики и мембраны – Remo
- Toms: (10", 12", 16", 18") Clear * Ambassadors — top, Clear
- Ambassadors — bottom

Bass Drums: (22") 
- PowerStroke 4 (w/Remo FalamSlam) – задняя,
- Standard Tama Head — передняя
- Snare: (14") Coated Emperors — верхняя,
- Clear Ambassadors — нижняя

Палочки – Vater
Abe Cunningham Cool Breeze Drumsticks

## Дискография

### С Deftones
- Adrenaline (1995, Maverick Records/Warner Bros. Records)
- Around the Fur (1997, Maverick Records/Warner Bros. Records)
- White Pony (2000, Maverick Records)
- Deftones (2003, Maverick Records)
- Saturday Night Wrist (2006, Maverick Records)
- Eros (не выпущен, дата релиза планировалась на 2008 год)
- Diamond Eyes (2010, Warner Bros. Records/Reprise Records)
- Koi No Yokan (2012, Warner Bros. Records/Reprise Records)
- Gore (2016, Reprise Records)
- Ohms (2020, Reprise Records)